# Херман Гислер
Отец Херман Гислер (на немски: Hermann Gisler) е католически свещеник, допринесъл за развитието на френския колеж „Свети Августин“ в Пловдив.

## Биография
Херман Гислер е роден на 30 януари 1873 г. в община Флюелен, кантон Ури в Швейцария. От 1887 г. до 1890 г. се обучава при общността на успенците в градчето Мирибел-лез-Eшел, в департамента Изер във Франция. След това учи две години хуманитарни науки в Брен, Дром. Родителите му не искат той да бъде свещеник, но той е поддържан от една от лелите си. От 1892 до 1894 учи философия в Ливри в департамента Ниевър, където на 7 август 1894 г. дава вечните си обети.
През 1895 г. започва да преподава немски език, вокална и инструментална музика във френския колеж „Св. Августин“ в Пловдив. През 1900 г. завършва осем месечен курс по теология в Цариград. На 22 февруари 1900 г. е ръкоположен за свещеник в Пловдив. Много важна е неговата заслуга за организирането на музикалния живот в колежа. Той е ръководител на духовия оркестър. Обработва църковни песни на български език. През 1903 г. по негова идея в учебната програма на колежа се въвеждат спортните игри с топка. Бил е заместник-директор.
През 1919 г. заедно с ръководителя на колежа Жерве Кенар помагат България да запази частта от Тракия (включваща Пловдив, Бургас и Стара Загора) предвидена да бъде дадена на Гърция. Българското правителство ги награждава с ордена „За гражданска заслуга“ за тази им дейност. Отец Херман става уредник на Педагогическия музей в колежа след смъртта на Борис Таверние.
След закриване на колежа през 1948 г. отец Херман е принуден на напусне България. Когато влакът тръгва от пловдивската гара, той се подава на прозореца и се провиква: „Да живее България!”. След това се установява във Франция. Умира на 11 март 1969 г. в Лорг, Вар.